# Analyse d'urine

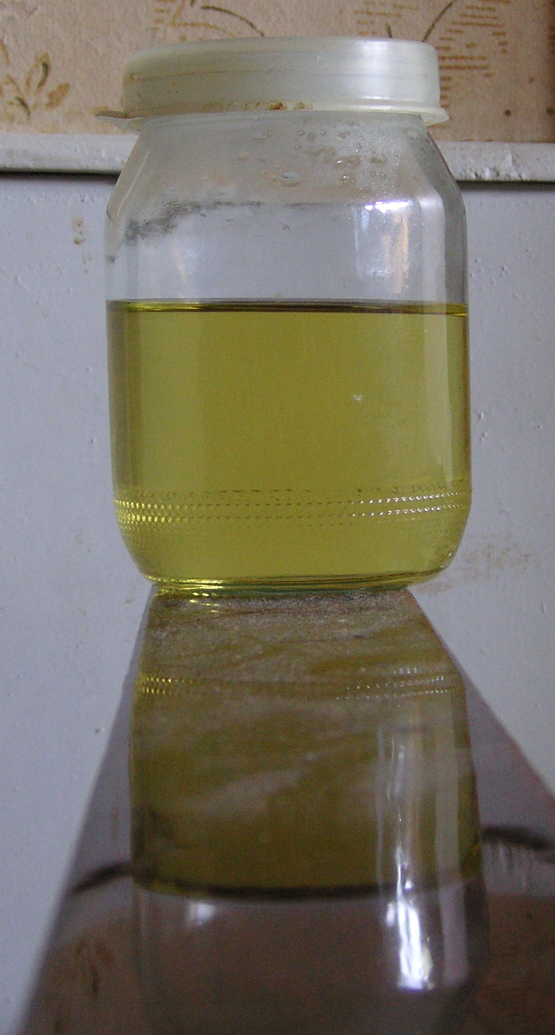
échantillon d'urine

Une analyse d'urine est un examen de biologie médicale utilisée pour le dépistage et le suivi des maladies, la surveillance d'un traitement médicamenteux, les tests de grossesse, le dépistage de drogue, les contrôles antidopage... C'est également un examen fréquemment pratiqué chez les animaux pour lesquels la collecte de l'urine est souvent plus difficile que chez les humains, ce qui est une des sources de la plus grande variabilité observée chez les animaux que chez l'homme.

## Examens
L'examen cytobactériologique des urines est l'analyse d'urine la plus pratiquée : il permet par exemple de diagnostiquer une infection urinaire.
Le compte d'Addis-Hamburger mesure le nombre d'hématies et de leucocytes éliminés par les urines pendant une minute.
Le ionogramme urinaire est réalisée  sur la totalité des urines émises pendant 24 heures, on mesure les concentrations des ions comme sodium, potassium, chlorure, calcium, phosphore, urée...
L'électrophorèse des protéines urinaires mesure la composition en protéines de l’urine.
L'examen urinaire de routine réalisé lors des analyses de base comprend deux parties : l'analyse physique et chimique de l'urine, ainsi que l'analyse du sédiment urinaire. Dans l'analyse physico-chimique, on étudie la densité, la couleur, le pH et d'autres substances présentes dans l'urine, telles que les protéines, le glucose, les corps cétoniques, les nitrites ou l'urobilinogène. Le sédiment urinaire correspond aux particules solides qui se déposent au fond d'un échantillon d'urine après un processus de centrifugation. Les cristaux ou les cylindres urinaires sont les plus fréquents, mais des bactéries, des levures ou des parasites peuvent également être présents.

## Pratique
Historiquement, l’uroscopie permettait de diagnostiquer les symptômes de maladies par examen visuel de l'urine.
Aujourd'hui certains tests peuvent être réalisés avec une bandelette urinaire alors que d'autres nécessitent une analyse par un laboratoire de biologie médicale.

## Importance du mode et de l'heure de prélèvement
Pour les études scientifiques le recueil des « premières urines du matin » est souvent recommandé.
Il permet une meilleure intercomparabilité de mesures pour un même individu ou avec d'autres individus. Par exemple, si l'on mesure à différentes heures de la journée divers paramètres, ils changent significativement (dont les teneurs en métaux à demi-vie courte tels que l'antimoine, le chrome, l’étain et le nickel.
De plus il y a moins de  variabilité du contenu des  premières  urines  du  matin pour ce qui concerne les effets sur le flux urinaire du niveau d’activité physique, de l'alimentation, de la consommation d’eau ou de la diurèse...
L'échantillon doit enfin être collecté (et éventuellement conservé) dans un récipient propre et adéquat (par exemple le verre a une appétence pour le plomb. il doit donc être évité si une analyse d'urine vise à y quantifier le plomb ; certains plastiques désorberont des additifs (bisphénol A) dont certains sont des perturbateurs endocriniens, etc.

### Eléments de références relatifs auxéléments traces métalliquesdans les urines
- Cornelis R, Sabbioni E, Van der Venne MT (1994) Trace element reference values in tissues from inhabitants of the European Community. VII. Review of trace elements in blood, serum and urine of the Belgian population and critical evaluation of their possible use as reference values.|Sci Total Environ. Déc 18; 158(1-3):191-226|résumé.
- Hoet P, Jacquerye C, Deumer G, Lison D, Haufroid (2013) V. Reference values and upper reference limits for 26 trace elements in the urine of adults living in Belgium. Clinical chemistry and laboratory medicine. ;51(4):839- 49|résumé.
- Kucera J, Bencko V, Sabbioni E, Van der Venne MT (1995)  Review of trace elements in blood, serum and urine for the Czech and Slovak populations and critical evaluation of their possible use as reference values.| Sci Total Environ. Apr 21; 166:211-34.
- Minoia C, Sabbioni E, Apostoli P, Pietra R, Pozzoli L, Gallorini M, Nicolaou G, Alessio L, Capodaglio E. (1990), Trace element reference values in tissues from inhabitants of the European community. I. A study of 46 elements in urine, blood and serum of Italian subjects.|Sci Total Environ.| Juin| 95:89-105|résumé
- Morton J, Tan E, Leese E, Cocker J. (2014) Determination of 61 elements in urine samples collected from a non-occupationally exposed UK adult population . Toxicology letters. ;231(2):179 -93|résumé.
- Paschal DC, Ting BG, Morrow JC, Pirkle JL, Jackson RJ, Sampson EJ, et al. (1998) Trace metals in urine of United States residents : reference range concentrations. Environmental research ;76(1):53 -9 |résumé